# 安德斯·艾斯仑德
安德斯·艾斯仑德（瑞典語：Anders Åslund；1952年2月17日—），瑞典经济学家，大西洋理事会高级研究员。他主要兴趣在于从集中计划经济向市场经济的经济转变。

## 生平
1952年出生瑞典卡尔斯库加，毕业于斯德哥尔摩经济学院和牛津大学。艾斯仑德曾担任过吉尔吉斯斯坦、俄罗斯和乌克兰政府的经济顾问，并从2003年起担任卡内基国际和平基金会俄罗斯与欧亚项目主任。艾斯仑德曾提倡东欧与俄罗斯尽早进行全面激进的经济改革。自2006年起，艾斯仑德担任了位于华盛顿特区的彼得森国际经济研究所的高级研究员。